# IC 418
IC 418 је планетарна маглина у сазвјежђу Зец која се налази на листи објеката дубоког неба у Индекс каталогу.
Деклинација објекта је - 12° 41' 48" а ректасцензија 5h 27m 28,3s. Привидна величина (магнитуда) објекта IC 418 износи 9,3 а фотографска магнитуда 10,7. IC 418 је још познат и под ознакама PK 215-24.1, CS=9.6.